# Ким Гу
Ким Гу, (кор. 김구?, 金九? ; род. 11 июля 1876 — 26 июня 1949), также был известен под псевдонимом Пэк Пом (кор. 백범) — корейский политический и общественный деятель, один из наиболее известных сторонников движения за независимость Кореи от Японии, девятый председатель Временного правительства Кореи, борец за воссоединение полуострова после Второй мировой войны. В 1962 году Ким Гу награждён Орденом «За заслуги в создании государства» Кореи посмертно.

## Ранняя деятельность
Ким родился под именем Ким Чхангам 29 августа 1876 года в деревне Тоткол (Пэгунбан, Хэджу, провинция Хванхэдо, Чосон) и был единственным ребёнком в малоимущей крестьянской семье (клан, к которому принадлежал его отец, ранее владел дворянским статусом янбан, но лишился его в 1651 году, когда его представители стали рабами или простолюдинами). В возрасте двух лет Ким переболел оспой, оставившей следы на лице.  
Участвовал в крестьянском восстании Тонхак в 1894 году, когда в 17-летнем возрасте был назначен руководителем уезда Пхальбон и получил в командование повстанческий полк численностью около 700 человек. Затем началась борьба за власть, в которой мятежник И Тонгёп захотел взять под контроль отряд Кима, напал на него и казнил его близкого соратника И Чонсона. В итоге в 1895 году Ким дезертировал, провёл три месяца в бегах, страдая от кори, и присоединился к генералу королевской армии Ан Тэхуну, чей сын Ан Чунгын впоследствии убъёт председателя Тайного совета Японии Ито Хиробуми. 
20 лет Ким и его спутник решили совершить паломничество на легендарную прародину корейцев, гору Пэктусан и затем через Маньчжурию отправиться в Пекин за подмогой для борьбы с японцами. Однако у подножия горы они решили, что путешествие будет слишком опасным, и вместо этого двинулись прямиком в Тунхуа, а по пути присоединились к отряду Ыйбён. Тот, впрочем, вскоре потерпел поражение, как и китайская сторона в войне с Японией. 

## Смертельная месть за убийство королевы
В 1896 году Ким Гу убил Цутида Дзосукэ (яп. 土田譲亮), предположительно одного из участников убийства императрицы Мёнсон — в ночной драке Киму удалось выхватить у японца меч и заколоть его. Ким оповестил о своём поступке, оставил на стене прокламацию со словами: «Я убил этого японца, чтобы отомстить за гибель нашей королевы». 
Три месяца спустя он был задержан и подвергнут пыткам. Хотя в «Отчёте действующего администратора инчхонского совета Хагихара Мориити о текущем положении дел в Инчхоне» (在仁川領事館事務代理萩原守一ヨリ仁川港ノ情況ニ付続報ノ件, 24 апреля 1896 года) говорится о том, что Цутида был «простолюдин из префектуры Нагасаки» (стр. 6, «長崎縣平民土田譲亮») и «рабочий торговой организации Нагасаки» (стр. 7, «貿易商大久保機一の雇人»), в своей автобиографии Пэк Пом Ильджи (白凡逸志) Ким Гу утверждал, что Цутида носил меч и имел документы, говорящие о том, что он был лейтенантом японской армии.
Ким чудом избежал казни, хотя японский консульский агент рекомендовал казнь через обезглавливание — король ознакомился с мотивами действий Кима и не утвердил приговор. В тюрьме Ким научил многих своих сокамерников читать и писать, а сам читал недавно опубликованные переводы западных исторических и научных книг, был глубоко впечатлен прочитанным и преодолел свои изоляционистские убеждения. 19 марта 1898 года он и несколько других заключённых успешно сбежали из тюрьмы. В ответ японцы арестовали парализованного отца Кима и продержали его год в заключении. 
Сам беглец обрил голову и стал буддистским монахом по имени Вонджон. При этом он не стал приверженцем этой религии, а в 1903 году принял христианство и стал учительствовать. Он присоединился к организациям, боровшимся за независимость Кореи. В 1911 году он был арестован в связи с «инцидентом 105 человек» и снова находился в тюрьме до 1914 года. 
Впоследствии после разгона движения 1 марта, в 1919 году, Кима Гу сослали в Шанхай. Там он участвовал в деятельности корейского Временного правительства.

## Временное правительство в Шанхае

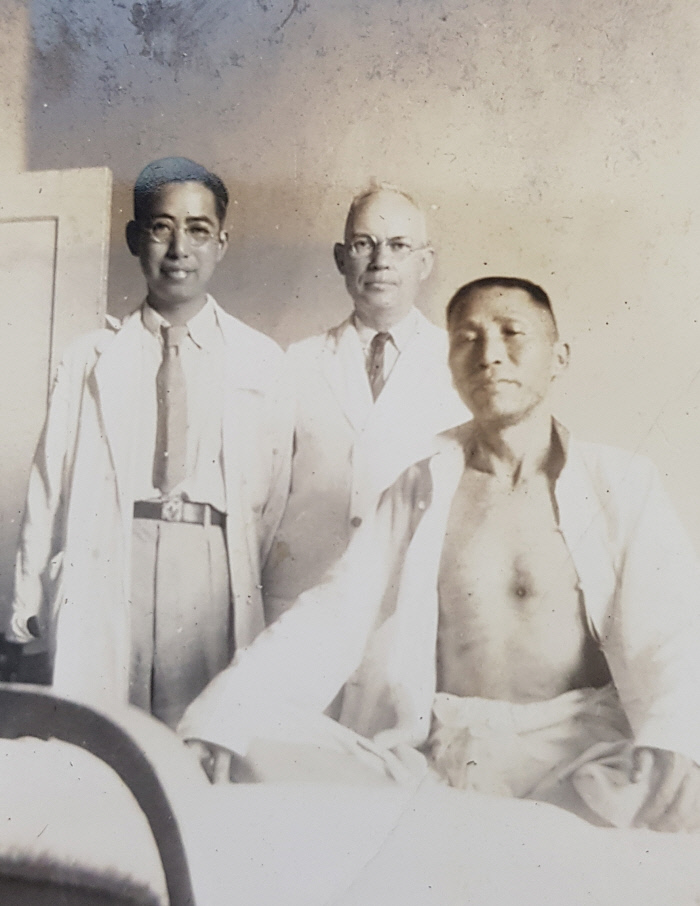
Ким (справа) восстанавливается после ранения в госпитале Сянъя (май 1938)

В Шанхае Ким Гу присоединился к Временному правительству Кореи, боровшемуся за независимость Кореи от японцев. Был министром внутренних дел, после чего, в 1927 году, стал председателем правительства. В 1931 году он организовал патриотическую террористическую группу, Корейский патриотический легион. 29 апреля 1932 года один из её членов, Юн Бон Гиль, устроил засаду и нападение на японское военное командование в Шанхае, в результате которого командир японской армии и флота погиб на месте. 8 января того же года в Токио другой член организации, Ли Бон Чхан, совершил покушение на японского императора Хирохито.  
Ким Гу также распорядился организовать убийство нескольких корейцев, которых расценивал как коллаборационистов. 7 мая 1938 года в Чанше он сам пережил покушение. Ким получил огнестрельное ранение в левую грудь, и врач сперва решил, что надежды на поправку нет. Его соратники уже готовились к похоронам, но раненный всё-таки выжил после стрельбы. 
После побега в Чунцин, где обосновалось китайское Националистическое правительство Чан Кайши, Ким Гу основал Корейскую армию освобождения, поставив в главе её Чи Чхон Чхона. Когда Вторая мировая война в декабре 1941 года достигла Тихого океана, Ким Гу объявил войну Японии и Германии, после чего его Армия освобождения воевала на стороне союзных сил в Китае и Юго-Восточной Азии. В планах было также освобождение Кореи в 1945 году, однако союзные войска опередили Армию освобождения.

## В независимой Корее

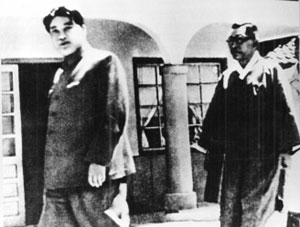
Ким Ир Сен и Ким Гу

После японской капитуляции Ким Гу вернулся в Сеул, где стал одним из крупнейших руководителей правых сил Юга страны, который был оккупирован американскими войсками. Ким Гу крайне негативно относился к режиму Ким Ир Сена, который был приведён к власти на севере, находившемся под советской оккупацией, и жестоко подавлял коммунистическое движение в южной части страны, но был готов на компромиссы во имя сохранения единства Кореи.
Когда разделение страны стало неизбежным, Ким Гу посетил Пхеньян для переговоров с правительством Ким Ир Сена (позднее ставшим президентом Северной Кореи). Эти переговоры не увенчались успехом.
В 1948 году Парламент Республики Корея выдвинул Кима Гу на пост первого президента молодого государства, однако на этих выборах с большим перевесом победил Ли Сын Ман, первый председатель Временного правительства, считавшийся ставленником США. Ким Гу также проиграл выборы вице-президента Ли Си Ёну.

## Смерть

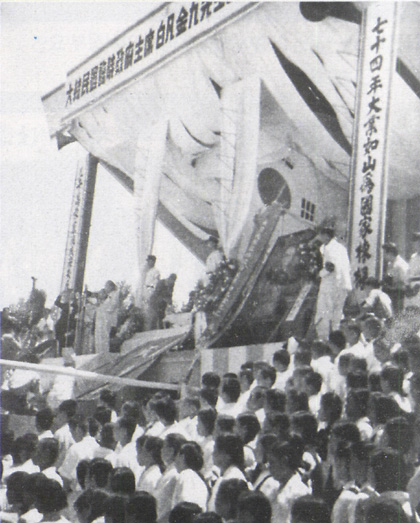
Похороны Кима Гу

В 1949 году офицер южнокорейской армии Ан Ду Хи убил Кима Гу четырьмя выстрелами в его рабочем кабинете, когда тот читал стихи. Ан заявил, что убил Кима, потому что считал его агентом Советского Союза. Были подозрения, что это убийство было организовано президентом Ли Сын Маном, однако детали убийства неизвестны. В свою очередь, сам Ан Ду Хи был убит одним из сторонников Кима Гу, водителем автобуса Пак Ги Со. Это случилось годы спустя, в 1996 году после дачи последним показаний, уличавших Ким Чхан Рёна в заказе покушения. В 2001 году рассекреченные документы показали, что Ан работал на Корпус контрразведки США, что привело к предположениям об американской причастности к убийству. 